# Arne Daelmans
Arne Daelmans (Brecht, 16 april 1973) is een Belgisch voormalig veldrijder. 

## Carrière
Daelmans was actief van 1995 tot 2008, waarvan zes jaar als prof. Hij kende zijn grootste successen in het begin van zijn carrière. In oktober 2008 kondigde hij zijn afscheid van het veldrijden aan.
Daelmans won in 1997 brons op het Belgisch kampioenschap. Ook won hij de GvA Trofee Veldrijden in de seizoenen 1997-1998 en 1999-2000. Daarnaast won hij een twintigtal nationale en internationale crossen. 

## Privéleven
Zijn zonen Bengt en Lars zijn ook actief in het wielrennen.

## Ploegen
- 1995: Tönissteiner - Saxon
- 1996: Tönissteiner - Saxon
- 2002: Vlaanderen - T-Interim
- 2003: Vlaanderen - T-Interim
- 2004: Vlaanderen - T-Interim
- 2005: Chocolade Jacques - T Interim
- 2006: Palmans Collstrop
- 2007: Klaipeda - Splendid Cyclingteam

Cattaneo · Chassot · Coudray · Daelmans · De Roose · Dierckxsens · Harnett · Hashikawa · Herygers · Hirs · Ja. Jolidon · Jo. Jolidon · Powell · Rubio · Šimůnek · Van Luchem · Way · Willemsens · Claeys (stagiair) · Vanconingsloo (stagiair) · Wuyts (stagiair)   
Coudray · Daelmans · Dierckxsens · Hashikawa · Herygers · Miura · Šimůnek · Streel · Van Brecht · Van Donink · van Veenendaal · Vandaele · Gosink (stagiair) · Missotten (stagiair) · Van Laer (stagiair)   
Coudray · Daelmans · Dierckxsens · Hashikawa · Herygers · Hopmans · Missotten · Miura · Petersen · Streel · Torrekens · Van Hullebusch · Willems · Wuyts · Moons (stagiair) · Vandromme (stagiair) · Willockx (stagiair)   
Berden · Beyens · Daelmans · Demeyere · Devolder · Gerits · Guns · Kuyckx · Schoonacker · Sijmens · Theunis · Van Capellen · Van De Walle · Van Huffel · Van Roosbroeck · Vanlandschoot · Verbrakel · Verstraeten · Vidts · Volckaerts · Wentzel
Belaey · Berden · Daelmans · De Spiegelaere · Demeyere · Devolder · Gilmore · Kleynen · Kuyckx · Meys · Peeters · Schoonacker · Sijmens · Van De Walle · Van der Slagmolen · Van Huffel · Van Mechelen · Vanlandschoot · Verbrakel · Verstraeten · Wentzel · Willems · Caethoven (stagiair) · Vanhoudt (stagiair)
Barbé · Belaey · Caethoven · Daelmans · De Schrooder · De Spiegelaere · Demeyere · Gilmore · Kleynen · Kuyckx · Mertens · Meys · Peeters · Schoonacker · Van Der Linden · Van der Slagmolen · Van Huffel · Van Hyfte · Van Mechelen · Van Speybroeck · Veuchelen · Willems · Ghyllebert (stagiair) · Nevens (stagiair)
Barbé · Belaey · Caethoven · Daelmans · De Schrooder · Eeckhout · Ghyllebert · Gilmore · Hovelijnck · Huysmans · Keisse · Kleynen · Lisabeth · Mertens · Peeters · Stubbe · Van Der Linden · Van Impe · Van Mechelen · Van Speybroeck · Veuchelen · Willems · Wynants
Albert · Commeyne · Daelmans · De Gruyter · Geluykens · Huys · Ilegems · Penne · Roodhooft · Šimůnek · Smeulders · Van Den Bosch · E.van IJzendoorn · R.van IJzendoorn · Vannoppen · Wuyts